# Los Políticos
Los Políticos es la banda de rock argentina, que nació de la mano de Anel Paz en 1998.

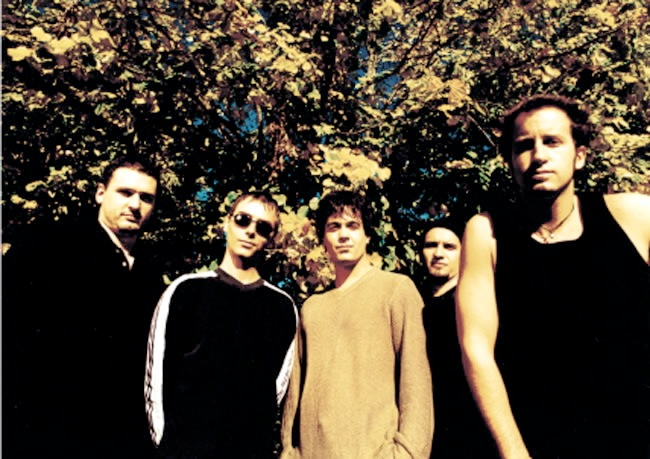
Banda argentina de rock, conformada por Anel Paz - GuitarraFederico "Tío" Ariztegui- TecladosFernando Buriasco - BajoEmmanuel Cauvet - BateríaMartín Misenta - Voz

## Historia
Finalizado su paso por Los Violadores, entre los años 1995 y 1997, Anel comenzó un proyecto propio.
Luego de arreglar y grabar junto a Federico "Tío" Ariztegui una versión en guitarra eléctrica del Himno a San Martín, ampliamente difundida por Mario Pergolini en la radio Rock & Pop, convoca a "Tío" Ariztegui como tecladista del grupo. 

También convoca a su amigo Fernando Buriasco, bajista, que se encontraba compitiendo Superbike en Daytona, y estaba apadrinado en su carrera como músico por el mítico bajista Stanley Clarke.

Para completar la formación, invitaron a su amigo Emmanuel Cauvet (también apadrinado por Stanley Clarke, y exbaterista de Los Santos Inocentes).

Por último se les unió como cantante Martín Misenta, quien llegaba a la Argentina luego de una larga estadía en Europa, en donde había realizado shows en varios países.
Los Políticos recorrieron los escenarios de La Trastienda, el Guitar Club, participaron del Festival de Primavera de la UBA, se presentaron en el programa de TV de Lito Vitale “Ese Amigo del Alma”, y realizaron una gira solidaria por varias escuelas y comedores del Gran Buenos Aires. 

En el año 2000 Emmanuel Cauvet parte de gira junto a Fito Páez, y es reemplazado en la batería por Facundo Passeri, y posteriormente por Sebastián Quirno.
Paralelamente lanzan los videoclips de los temas "11.000 Televisores Rotos" y "Labios de Miel Seca".
También forman parte del disco “Ajíputaparió”, tributo a los Red Hot Chili Peppers.
A pesar de ser considerada una de las nuevas bandas de Argentina con futuro promisorio, el grupo se disolvió en 2002.

## Discografía
Su primer y único álbum lleva el mismo nombre de la banda, y fue grabado y producido artísticamente por Anel Paz y Federico "Tío" Ariztegui, en los estudios de Anel.
En este trabajo confluyen sonidos contundentes, con un rock progresivo, samplers y loops y bellas melodías, destacándose rápidamente en los medios y en la escena del rock nacional independiente, como una de las revelaciones del momento.
LOS POLÍTICOS
1999
1. Ella
2. 11.000 Televisores rotos
3. A dor (El dolor)
4. Puta ataca
5. La calle del río
6. Labios de miel seca
7. Concha
8. Medianoche
9. Quién, Quién Quién
10. Angelitos negros
11. Hago go
12. El tiempo renace
13. 56 Pierrots
14. Digo
15. Himno a San martín

## Integrantes
- Anel Paz - Guitarra
- Federico "Tío" Ariztegui- Teclados
- Fernando Buriasco - Bajo
- Emmanuel Cauvet - Batería
- Martín Misenta - Voz

- Facundo Passeri - Batería
- Sebastián Quirno - Batería